# Melka Kunture und Balchit: Archäologische und paläontologische Stätten im Hochland von Äthiopien
Melka Kunture und Balchit: Archäologische und paläontologische Stätten im Hochland von Äthiopien ist der Titel einer Welterbestätte in Äthiopien, die seit 2024 besteht. Sie umfasst die bedeutenden Fundstätten Melka Kunture und Balchit im äthiopischen Hochland, die wichtige Einblicke in die menschliche Evolution und prähistorische Kulturen bieten.

## Geographische Lage
Melka Kunture befindet sich im oberen Awash-Tal, etwa 50 Kilometer südwestlich von Addis Abeba auf einer Höhe von 2000 Metern über dem Meeresspiegel. Balchit liegt etwa 7 Kilometer nördlich des Awash-Flusses.

## Archäologie
Die Fundstätte Melka Kunture wurde 1963 von Gerard Dekker entdeckt. Seitdem wurde sie systematisch erforscht, zunächst von französischen und später von italienischen Forschungsteams.
Die Stätten umfassen eine archäologische Abfolge von mehr als 1,7 Millionen Jahren menschlicher Präsenz und Aktivität. Es wurden Überreste aus verschiedenen prähistorischen Epochen gefunden, darunter das Oldowan (ca. 2 Millionen Jahre alt), das Acheuléen und die späte Steinzeit.

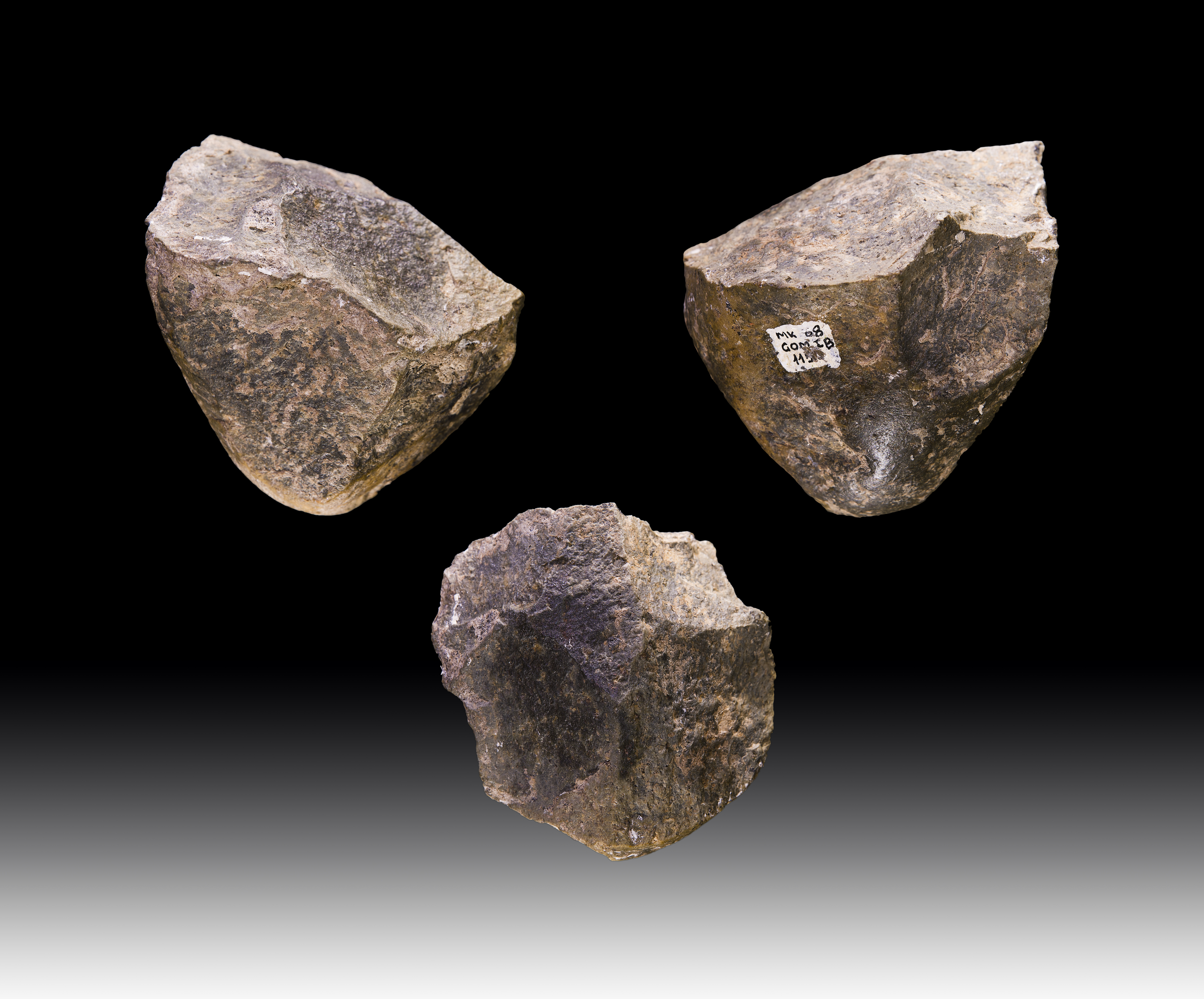
Steinwerkzeuge aus Melka Kunture

An den Fundstätten wurden Fossilien verschiedener Menschenarten entdeckt, darunter Homo erectus, Homo heidelbergensis und archaische Homo sapiens. Zu den Funden zählen auch Zehntausende von Steinwerkzeugen und Tierknochen. Besonders bemerkenswert sind menschliche und tierische Fußabdrücke aus der Zeit vor 1,2 bis 0,7 Millionen Jahren.
Balchit ist bekannt für seine Obsidian-Vorkommen, die vom Oldowan bis in historische Zeit als Rohmaterial für die Herstellung von Steinwerkzeugen verwendet wurden.

## Paläoumwelt
Die Fundstätten ermöglichen Rekonstruktionen der Umweltbedingungen des äthiopischen Hochlands während des Unter- und Mittelpleistozäns. Die geologische Struktur und vulkanische Aktivität in der Region haben zur Erhaltung der archäologischen Schichten beigetragen.

## Bestandteile der Welterbestätte
| Ref.-Nr.  | Bezeichnung    | Lage | Schutzbereich | Pufferzone    | Zeitraum                          | Funde | Besonderheiten | Bild                                 |
| --------- | -------------- | ---- | ------------- | ------------- | --------------------------------- | --- | --- | ------------------------------------ |
| 13rev-001 | Gombore-Garaba | Lage |               |               | 2 bis 0,15 Millionen Jahre        | Steinartefakte vom Oldowan bis zum späten Acheuléen. Überreste von Homo erectus, Homo heidelbergensis und archaischen Homo sapiens. | Hominine Fußabdrücke von Erwachsenen und Kindern, die auf eine Familiengruppe hindeuten. Eine „Schlachtstätte“ mit Überresten von Flusspferden und Steinwerkzeugen. Mögliche Nutzung von Feuer, zahlreiche Steinwerkzeuge aus Obsidian und Basalt. | Ausgrabungsstätte bei Gombore Garaba |
| 13rev-002 | Simbiro        | Lage | 6,9623 ha     | 1.252,4576 ha | 1,3 Millionen Jahre               | Hochwertige, standardisierte Acheuléen-Werkzeuge aus Obsidian.                                                                      | Hinweise auf eine spezialisierte Werkstatt zur Werkzeugherstellung. |                                      |
| 13rev-003 | Balchit        | Lage | 6,0146 ha     | 2.284,8386 ha | seit 3,5 Millionen Jahren         | Kuppelförmiger Obsidianstrom und Abschlagreste.                                                                                     | Intensive Nutzung als Rohstoffquelle von der späten Steinzeit bis in historische Zeiten. |                                      |
| 13rev-004 | Kella          | Lage |               |               | 2 Millionen Jahre bis 4.000 Jahre | Acheuléen-Komplexe sowie Mittel- und Spätsteinzeit-Werkzeuge.                                                                       | Umfasst die gesamte Ablagerungsequenz der Melka-Kunture-Abfolge. |                                      |
| 13rev-005 | Wofi           | Lage | 4,3500 ha     | 854,4528 ha   | 1 Million Jahre bis 5.000 Jahre   | Acheuléen- und Mittelsteinzeit-Inventare, spätsteinzeitliche Steingeräteindustrien.                                                 | Dokumentiert die spätere geologische Geschichte der Region. |                                      |
| 13rev-006 | Atebella       | Lage | 6,7843 ha     | 2.200,2505 ha | 1,2 Millionen Jahre               | Umfangreiches Steingeräteinventar des mittleren Acheuléen.                                                                          | Natürliche Ansammlung von Steinwerkzeugen, ähnliche Funde wie in Balchit und Kella. |                                      |

Quelle:

## Museen

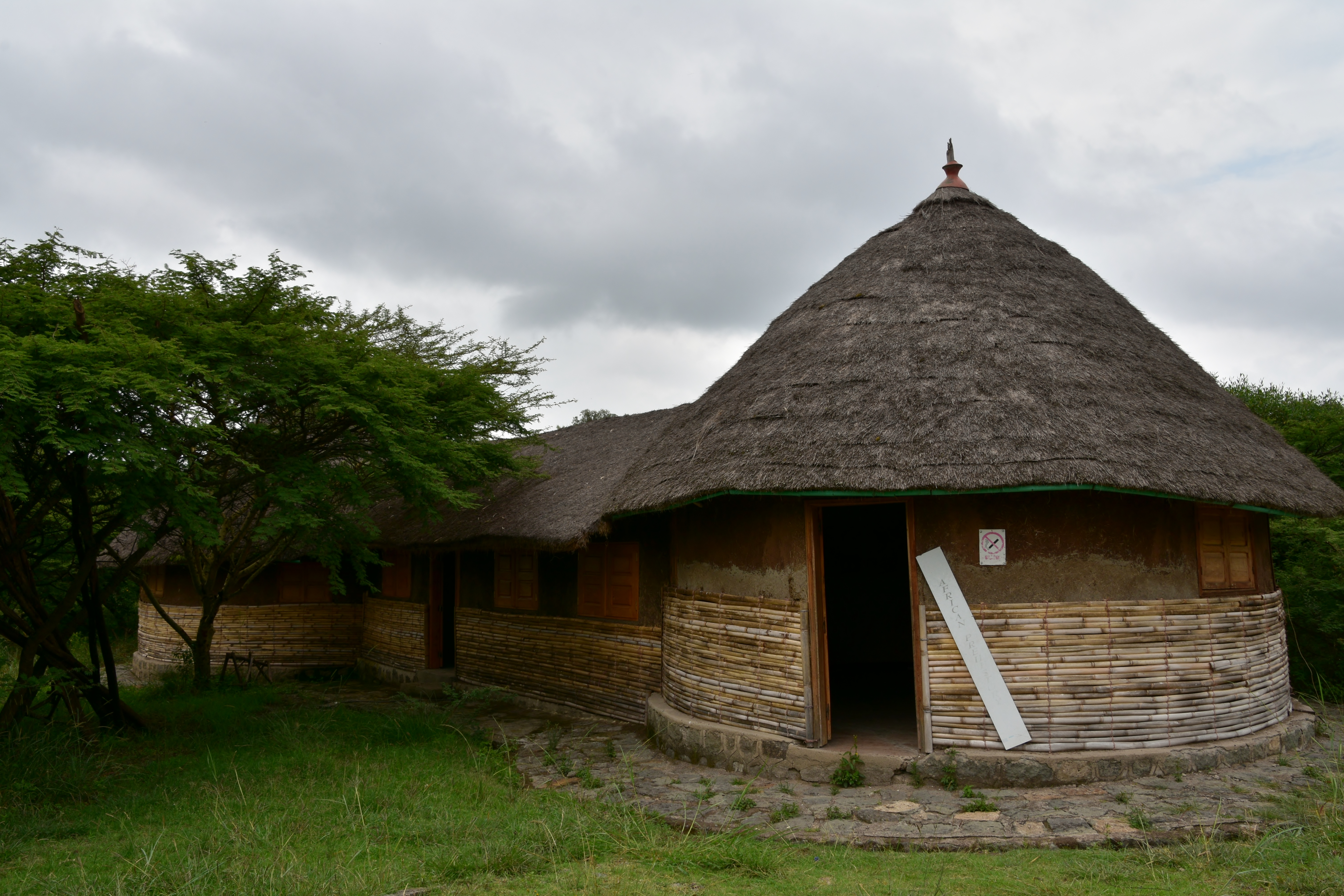
Museum

Vor Ort befindet sich ein Museum mit Ausstellungen zur Urgeschichte Afrikas, Geologie, Paläoanthropologie und Vorgeschichte von Melka Kunture. Es umfasst vier Gebäude im lokalen Stil (Tukuls), die durch einen Pfad mit zwei ausgegrabenen Acheuléen-Stätten verbunden sind. Diese Fundstätten sind ca. 800.000 Jahre alt und bilden ein Freilichtmuseum in einer gut erhaltenen Savannenlandschaft. Zusätzlich gibt es ein virtuelles Museum, das digitale Photogrammetrie und Web-Mapping verwendet, um archäologische und geologische Daten zu präsentieren.